# Giovanni Steffè
Giovanni Steffè (* 12. Januar 1928 in Capodistria; † 19. Oktober 2016 in Recco) war ein italienischer Ruderer, der 1948 die olympische Silbermedaille im Zweier mit Steuermann gewann. Bei Europameisterschaften erkämpfte er einmal Silber.

## Sportliche Karriere
Giovanni Steffè ruderte für C. C. Libertas in Koper. 1947 gewann er zusammen mit Aldo Tarlao und Steuermann Alvino Grio den italienischen Meistertitel im Zweier mit Steuermann. Bei den Europameisterschaften 1947 in Luzern, den ersten Titelkämpfen nach dem Zweiten Weltkrieg, belegte der italienische Zweier mit Steuermann den zweiten Platz hinter den Ungarn Béla Zsitnik und Antal Szendey mit ihrem Steuermann Szaniszlo Latinovits, Dritter wurde die dänische Crew.
Bei der olympischen Ruderregatta 1948 auf der Themse bei Henley traten jeweils maximal drei Boote gegeneinander an. Im zweiten Vorlauf siegten Aldo Tarlao und Giovanni Steffè mit Steuermann Alberto Radi vor den Dänen Finn Pedersen, Tage Henriksen und Carl-Ebbe Andersen sowie Béla Zsitnik, Antal Szendey und Robert Zimonyi. Über die Hoffnungsläufe und das Halbfinale ergab sich, dass genau diese drei Boote auch im Finale aufeinander trafen. Im Endlauf siegten die Dänen vor den Italienern und den Ungarn.
Giovanni Steffè zog dann nach Genua, wo er bei Ansaldo arbeitete. Steffè und Tarlao begegneten sich erst 2007 wieder bei einem Treffen ligurischer Olympiateilnehmer.